# Phú Mỹ, Mỏ Cày Bắc
Phú Mỹ là một xã thuộc huyện Mỏ Cày Bắc, tỉnh Bến Tre, Việt Nam.

## Địa lý
Xã Phú Mỹ nằm ở phía bắc huyện Mỏ Cày Bắc, có vị trí địa lý:
- Phía đông giáp xã Thạnh Ngãi và xã Tân Phú Tây
- Phía tây giáp huyện Chợ Lách
- Phía nam giáp thị trấn Phước Mỹ Trung và huyện Chợ Lách
- Phía bắc giáp huyện Châu Thành với ranh giới là sông Hàm Luông.

Xã có diện tích 7,13 km², dân số năm 2009 là 6.132 người, mật độ dân số đạt 860 người/km².

## Hành chính
Xã Phú Mỹ được chia thành 5 ấp: Mỹ Sơn Đông, Kênh Gãy, Phú Thuận, Phú Thạnh, Phú Bình.

## Lịch sử
Địa bàn xã Phú Mỹ hiện nay trước đây là một phần xã Phú Sơn thuộc huyện Chợ Lách.
Ngày 9 tháng 2 năm 2009, Chính phủ ban hành Nghị định số 08/NĐ-CP. Theo đó, thành lập xã Phú Mỹ trên cơ sở điều chỉnh 713 ha diện tích tự nhiên, 6.132 người của xã Phú Sơn và chuyển xã Phú Mỹ về huyện Mỏ Cày Bắc mới thành lập.